# NGC 500
NGC 500 è una lontana galassia lenticolare situata nella costellazione dei Pesci.

## Scoperta
La galassia NGC 500 è stata scoperta il 6 dicembre 1850 dall'astronomo irlandese Bindon Blood Stoney.

## Supernova
Il 1 gennaio 1990, all'interno della galassia NGC 500 è stata scoperta la supernova SN 1990A da parte degli astronomi Christian Pollas dell'Osservatorio della Costa Azzurra e Alain Klotz dell'Osservatorio dell'Alta Provenza. Non è stato identificato a quale tipo appartenesse la supernova.